# 王文北
王文北（1927年9月20日—2011年6月20日），一译王文博，越南共和國律師與外交家，為最後一任越南共和國外交部長。

## 生平
王文北1927年9月20日出生於越南北部的北寧。
1972年王文北擔任越南共和國駐英國大使。
1973年王文北作爲越南共和國政府代表參加了巴黎和平協約的談判，並於當年接替陳文林擔任越南共和國外交部長。1973年12月，王文北访问沙地阿拉伯，并促成了沙地与越南共和国于翌年2月建立邦交。

### 流亡
1975年4月，王文北被阮文紹總統派往沙特阿拉伯，設法爲越南共和國籌集資金。在越南共和國滅亡時，王文北在回國途中被困於英國。
2011年6月20日，王文北在法國巴黎過世。

## 個人生活
王文北信仰佛教，已婚，有四個孩子。

## 榮譽
- 一等彰美佩星[3]
- 一等經濟佩星[3]
- 一等公政佩星[3]
- 一等心理戰佩星[3]